# كاستيلو دي غراسيمونيوزا

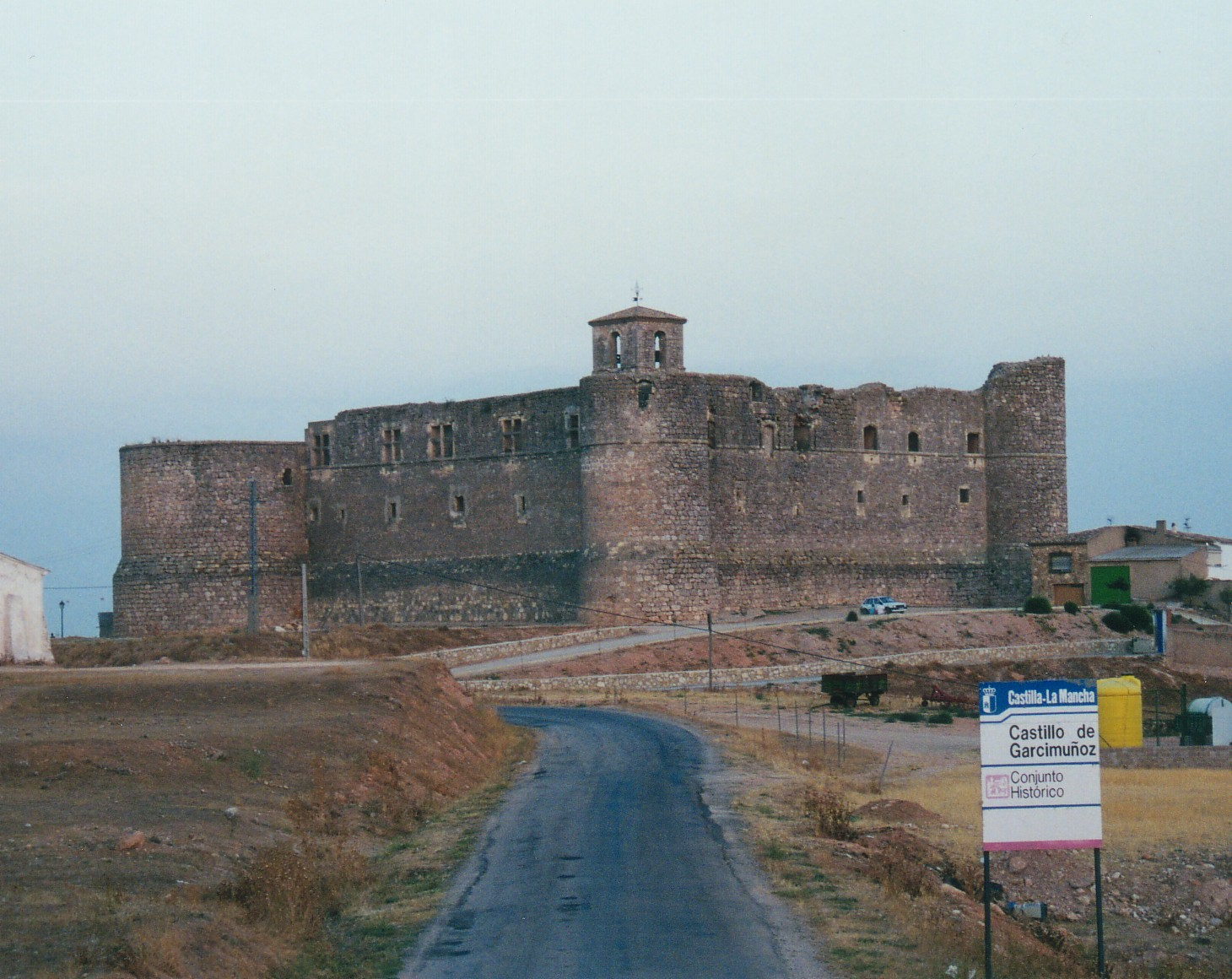
قلعة غراسيمونيوزا

بلدية كاستيلو دي غراسيمونيوزا (بالإسبانية: Castillo de Garcimuñoz)‏، هي إحدى بلديات مقاطعة قونكة إحدى مقاطعات إسبانيا، و التي تقع في منطقة قشتالة لا منتشا وسط البلاد, و المائلة لجهة الشرق من إسبانيا.
يبلغ عدد سكانها 185 نسمة وفقاً لإحصائية سنة (2007).

## أعلام
- إغناثيو غارسيا مالو
- خورخي مانريكي
- كونستانس من بينافيل